# Fairfax (Washington)
Fairfax az Amerikai Egyesült Államok északnyugati részén, Washington állam Pierce megyéjében elhelyezkedő kísértetváros.
A helyi bánya az első világháborút követően zárt be. A települést a Farrell híd 1921-es megnyitásáig csak vasúton és lóháton lehetett megközelíteni.

## Történet
A szénkitermelés 1896-ban kezdődött; a helyi bánya ekkor a Western American Company tulajdonában volt. A nyersanyagot 1899-től vasúton szállították Carbonadóba. 1902-ben a Western American Company 35 kokszégetőt helyezett üzembe. 1906-ban a településen kilenc hónap alatt húszezer tonna szenet termeltek ki; a teljes éves termelés 21 858 tonna volt.
A bánya üzemeltetője 1909-ben villanyszerelőket, valamint 2,25–2,5 dolláros napidíjért bányászokat keresett.

## Fordítás
- Ez a szócikk részben vagy egészben  a   Fairfax, Washington című angol Wikipédia-szócikk ezen változatának fordításán alapul.  Az eredeti cikk szerkesztőit annak laptörténete sorolja fel. Ez a jelzés csupán a megfogalmazás eredetét és a szerzői jogokat jelzi, nem szolgál a cikkben szereplő információk forrásmegjelöléseként.